# Belgiska upproret
Belgiska upproret eller belgiska revolutionen var en konflikt mellan Belgien och Nederländerna 1830–1833. Den gällde Belgiens frigörelse från Nederländerna och stormakternas intervention.

## Bakgrund

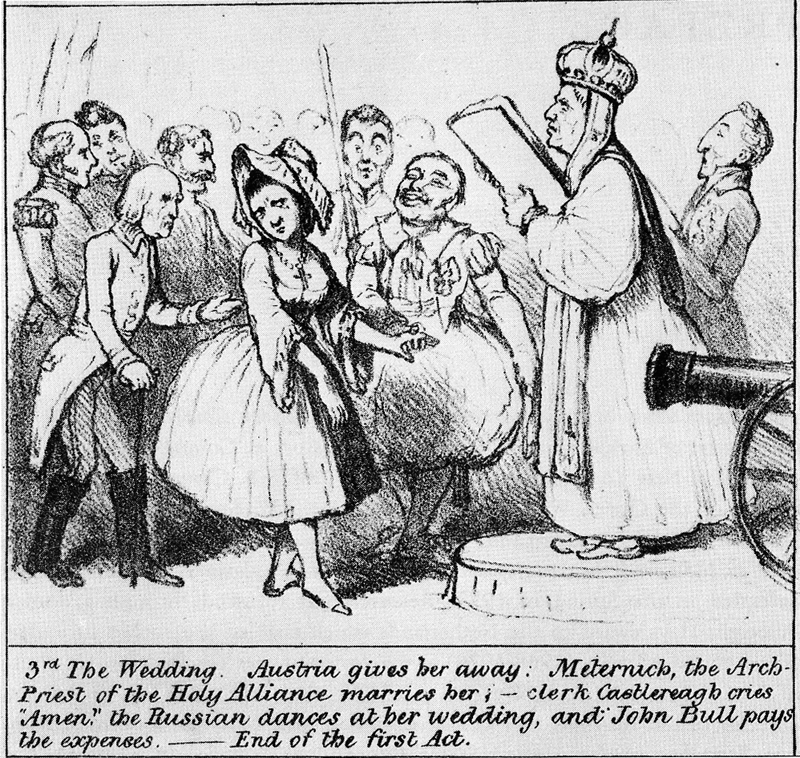
Engelsk karikatyr av äktenskapet mellan Belgien och Nederländerna.

Belgien hade efter Napoleon I:s fall hamnat i union med Nederländerna. Redan från början uppstod slitningar mellan den norra och den södra landsdelen. 
Trots sitt större antal fick belgarna inte skicka fler ombud än holländarna till de gemensamma generalstaterna, och dessa kunde inte utkräva ansvar av kungens nederländska ministrar. Även i fråga om besättandet av ämbets- och officersplatser samt beskattning och rättskipning fann sig belgarna tillbakasatta.
Södern var katolsk, och dess biskopar protesterade mot den totala religionsfriheten; framför allt skolfrågor gav upphov till stridigheter. Både klerikaler och kyrkofientliga liberaler förenade sig efter 1828 mot regeringen. De förra använde sig av slagordet "undervisningsfrihet", de senare krävde tryckfrihet.
En annan fråga rörde språket i flamländska områden. Här var folkspråket nära besläktat med holländskan, medan det officiella språket var franskan. Kungen försökte göra en ändring, men detta framkallade starkt missnöje i det franska Belgien. Det fanns även andra ekonomiska orsaker till att den belgiska frigörelsen uppstod.

## Utlösande gnista
Den franska julirevolutionen smittade av sig på belgarna. Efter uppförandet av den revolutionära operan ”Den stumma från Portici” i Bryssel den 25 augusti 1830 uppstod en spontan resning. Den nederländska garnisonen fördrevs i samband med detta från staden. En mindre, radikal grupp hoppades på förening med Frankrike, men majoriteten var hågade för en uppgörelse med kungen. En delegation skickades till Nederländernas konung Vilhelm I men hans svar var undvikande och när han sände sin äldste son till Bryssel, var dennes instruktioner så begränsade att han endast kunde ge vaga löften. Folkstämningen i Nederländerna började så småningom kräva hårdare tag. I september skickades kungens andre son till Bryssel i spetsen för 10 000 soldater, men efter blodiga gatustrider mellan den 23 till den 26 september retirerade dessa. Regeringstrupperna återtog emellertid Antwerpen. 
En provisorisk belgisk regering bildades under Charles Rogier och republikanen Louis de Potter, som den 4 oktober förklarade Belgiens oberoende. En nationalförsamling inkallades. Denna inledde förhandlingar med regeringen i Haag, vilka resulterade i ingenting, och den 27 oktober bombarderades Antwerpen av holländarna. Därmed gjordes alla kompromisser omöjliga.

## 10-dagarskriget

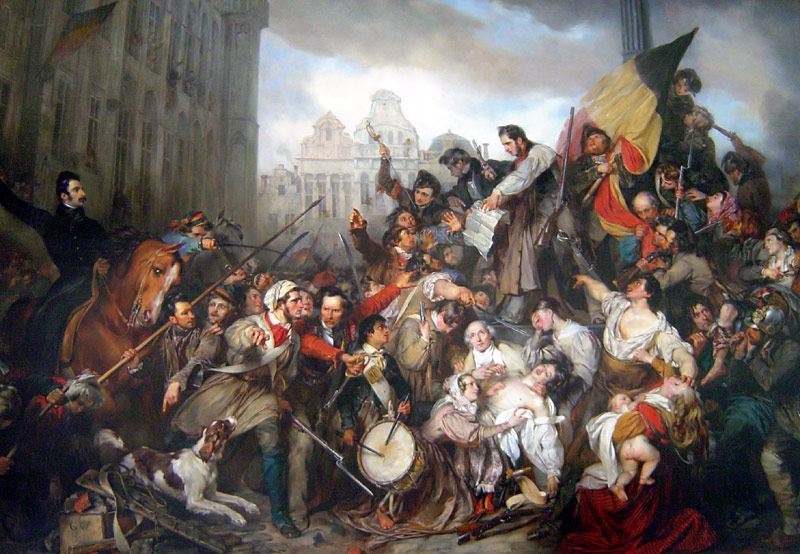
Episod ur belgiska revolutionen 1830, Gustave Wappers (1834), hänger på Kungliga konstmuseet i Bryssel.

Den 10 november 1830 sammanträdde nationalförsamlingen i Bryssel och proklamerade Belgiens självständighet. Man beslutade att införa en konstitutionell, ärftlig monarki. Huset Oranien uteslöts definitivt från tronföljden. Den 4 juni 1831 valde nationalförsamlingen i Bryssel efter förslag från stormakterna Leopold av Sachsen-Coburg och Gotha till ”belgarnas konung”. Denne hade varit gift med Georg IV:s avlidna dotter och var morbror till den brittiska tronföljaren, prinsessan Victoria. År 1832 gifte sig Leopold med Ludvig Filips dotter Marie Louise av Orléans.Vilhelm I svarade med att säga upp vapenstilleståndet från 2 augusti 1830. Den holländske generalen Chassé besegrade med lätthet en hoprafsad belgisk här, men Frankrike ingrep, och efter en fransk inmarsch under marskalk Gérard blev holländarna tvungna att retirera. År 1833 tvingades Vilhelm I att sluta vapenstillestånd på obestämd tid. Vilhelm gav till sist efter för västmakternas påtryckningar och erkände Belgiens självständighet. 
Den 20 december 1830 beslutade en stormaktskongress i London att erkänna Belgien som en suverän stat. Ryssland, Österrike och Preussen hade krävt intervention och ett återinförande av den nederländsk-belgiska unionen, men Storbritannien och Frankrike hade sagt nej. Den 20 januari 1831 garanterade Londonkongressen Belgien ”ständig neutralitet”. 
10-dagarskriget mellan Belgien och Nederländarna utkämpades efter att Vilhelm I vägrat att godkänna ett stormaktsbeslut, de 18 artiklarna, som var förmånliga för Belgien. Den 2 augusti 1831 lät Vilhelm holländska trupper rycka in i Belgien. De belgiska trupperna retirerade men stormakterna hejdade Nederländernas segerlopp. 
I oktober 1831 uppgjordes ett nytt medlingsprojekt (de 24 artiklarna). Men även det tillbakavisades av Nederländerna, vars trupper höll Antwerpen. En fransk här ryckte fram och intog Antwerpen efter tre veckors belägring, samtidigt med att en brittisk flotta blockerade Nederländernas kust. Först härefter ingicks 18 november 1833 ett preliminärt fördrag mellan Belgien och Nederländerna. 
Det dröjde ända till 1839 innan ett definitivt fördrag ingicks; först 1842 var alla kritiska frågor lösta. Gränsen mellan Belgien och Nederländerna fastställdes såsom den än idag går.